# JD Samson
JD Samson, född 4 augusti 1978, i Cleveland, Ohio, USA, är Jocelyn Samsons artistnamn. Hon är medlem i det feministiska elektropunkbandet Le Tigre. 
Samson växte upp i en förort till Cleveland och gick på Orange High School. Hon kom ut som lesbisk när hon var 15 år gammal. Hon tog examen i filmvetenskap på Sarah Lawrence College i Bronxville, New York år 2000. Samma år ersatte hon Sadie Benning i Le Tigre efter att tidigare ha arbetat tillsammans med bandet. Bland Samsons bidrag till Le Tigre kan nämnas låten Viz, som handlar om hennes erfarenheter av att vara medlem av en sexuell minoritet. Hon är också medlem i bandet The New England Roses, och spelar med Peaches liveband The Herms tillsammans med Samantha Maloney.
Samson har också varit med och startat dansgruppen Dykes Can Dance, som uppträder i New York-området för att ifrågasätta stereotypen om att lesbiska är dåliga på att dansa. 2003 släppte hon JD's Lesbian Calender, ett samarbete med fotografen Cass Bird, som fick en uppföljare i JD's Lesbian Utopia 2006.
Under 2006 turnerade JD Samson med Peaches.
Samson identifierar sig som kvinna, lesbisk och queer. 